# Юрмала
Ю́рмала (латис. Jūrmala) — найбільше місто-курорт Латвії, розташоване за 25 км від Риги. Це довга смуга (32 км завдовжки й 3 км завширшки) уздовж Ризької затоки. Населення на 2006 рік — 55,6 тис. жителів.

## Назва
- Юрмала (латис. Jūrmala; locally [ˈjuːrmala] ( прослухати))
- Рига-Штранд (нім. Riga-Strand), (нім. Rigasche Strand, «Ризький Пляж»)
- Балтійська Рив'єра (нім. Baltische Riviera)

## Географія
Розташоване за 25 км від Риги. Це довга смуга (32 км завдовжки й 3 км завширшки) уздовж Ризької затоки.

## Історія
Статус міста вперше надано 1920 року разом з назвою Ригас Юрмала, коли були об'єднані прибережні селища Лієлупе, Булдурі, Дзінтарі, Майорі, Вецдубулти (Дубулти), Яундубулти, Меллужі, Асарі і Валтермуйжа. 1946 року місто включене до складу Риги як Юрмальський район. З 1959 року район знову одержав статус міста і нинішню назву. Тоді ж до Юрмали були приєднані прилеглі міста Слока й Кемері. У цей час місто складається з таких районів: Приєдайне, Лієлупе, Булдурі, Майорі, Дубулти, Яундубулти, Пумпурі, Асарі, Меллужі, Вайварі, Слока, Каугурі, Валтері.

## Населення
- 2006: 55,6 тис. жителів.

## Транспорт
- Юрмальський трамвай

## Спорт
- Юрмала (футбольний клуб)

## Туризм

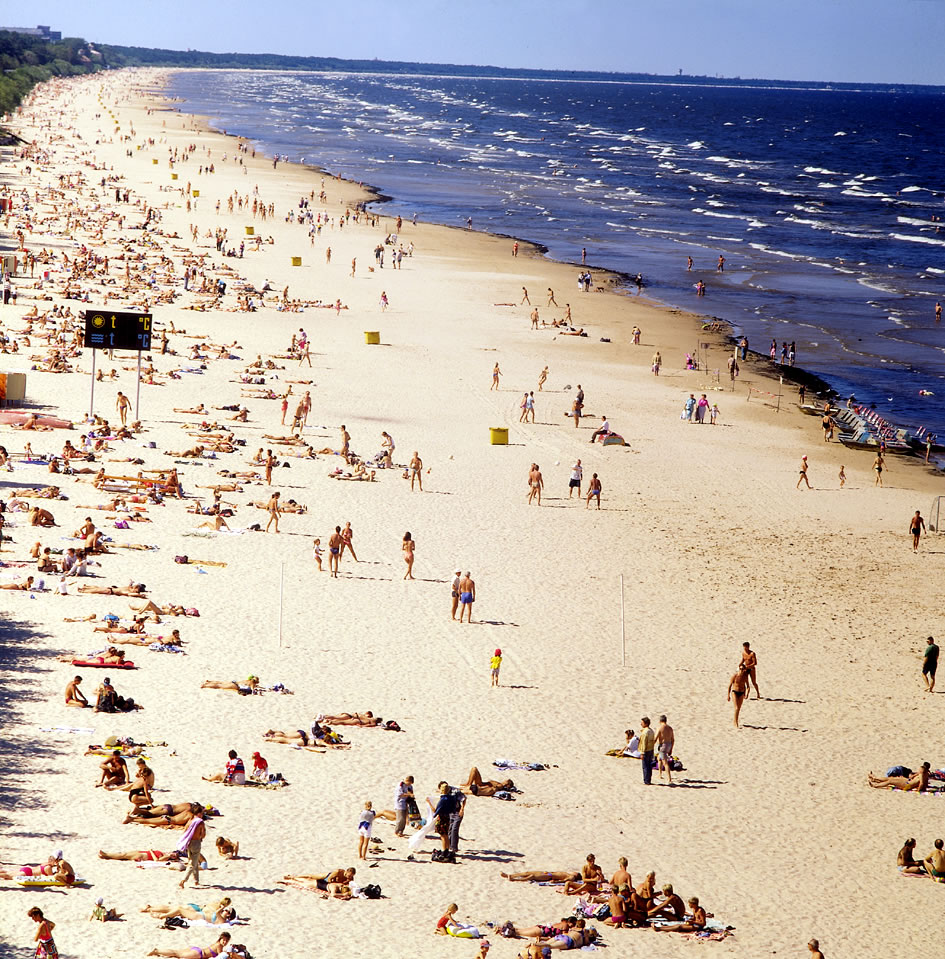
Пляж в Юрмалі

Пляжі Юрмали відомі білим кварцовим піском. У концертній залі «Дзінтарі» проводився щорічний музичний фестиваль КВК і міжнародний конкурс молодих виконавців «Нова хвиля» (до застосування антиросійських санкцій 2014 року). У місті розташована одна з двох резиденцій Президента Латвійської Республіки, найбільший аквапарк в Балтійських країнах, дача-музей Яніса Райніса і його дружини — поетеси Аспазії.

## Міста-побратими
1. — Анадія, Португалія (2005)[2][3]